# 200年代
200年代（にひゃくねんだい）は、
1. 西暦（ユリウス暦）200年から209年までの10年間を指す十年紀。本項で詳述する。
2. 西暦200年から299年までの100年間を指す。3世紀とほぼ同じ意味であるが、開始と終了の年が1年ずれている。